# Gemmula albina
Gemmula albina é uma espécie de gastrópode do gênero Lophiotoma, pertencente a família Turridae.